# Matteo Berti (cestista)
Matteo Berti (Padova, 18 agosto 1998) è un cestista italiano.

## Palmares
- Basketball Champions League: 1

Virtus Bologna: 2018-19